# Чемпионат Европы по лёгкой атлетике в помещении 1981 — прыжок в длину (женщины)
Соревнования по прыжкам в длину у женщин на чемпионате Европы по лёгкой атлетике в помещении в Гренобле прошли 22 февраля 1981 года во Дворце спорта.
Действующей зимней чемпионкой Европы в прыжках в длину являлась Анна Влодарчик из Польши.

## Рекорды
До начала соревнований действующими были следующие рекорды в помещении.
| Высшее мировое достижение        | Ангела Фойгт (ГДР)      | 6,76 м | Восточный Берлин, ГДР | 24 января 1976 |
| Рекорд Европы                    | Ангела Фойгт (ГДР)      | 6,76 м | Восточный Берлин, ГДР | 24 января 1976 |
| Рекорд чемпионатов Европы        | Анна Влодарчик (Польша) | 6,74 м | Зиндельфинген, ФРГ    | 2 марта 1980   |
| Лучший результат сезона в мире   | Кристина Зуссик (ФРГ)   | 6,74 м | Зиндельфинген, ФРГ    | 7 февраля 1981 |
| Лучший результат сезона в Европе | Кристина Зуссик (ФРГ)   | 6,74 м | Зиндельфинген, ФРГ    | 7 февраля 1981 |

## Расписание
| Дата            | Раунд соревнований |
| --------------- | ------------------ |
| 22 февраля 1981 | Финал              |

Время местное (UTC+2)

## Медалисты
| Золото           | Серебро           | Бронза          |
| Карин Хенель ФРГ | Зигрид Хайман ГДР | Ясмин Фишер ФРГ |

## Результаты
Обозначения: WB — Высшее мировое достижение | ER — Рекорд Европы | CR — Рекорд чемпионатов Европы | NR — Национальный рекорд | WL — Лучший результат сезона в мире | EL — Лучший результат сезона в Европе | PB — Личный рекорд | SB — Лучший результат в сезоне | DNS — Не вышла в сектор | NM — Без результата | DQ — Дисквалифицирована

Основные соревнования в прыжке в длину у женщин прошли 22 февраля 1981 года. Медали разыграли 10 спортсменок. Были показаны высокие и плотные результаты. Представительница ФРГ Карин Хенель установила новое высшее мировое достижение для манежей — 6,77 м. Её соотечественница и лидер сезона Кристина Зуссик осталась лишь 5-й.
| Место | Атлет                | Гражданство  | Результат | Примечания |
| ----- | -------------------- | ------------ | --------- | ---------- |
| 1     | Карин Хенель         | ФРГ          | 6,77 м    | WB, WL, CR |
| 2     | Зигрид Хайман        | ГДР          | 6,66 м    | PB         |
| 3     | Ясмин Фишер          | ФРГ          | 6,65 м    | PB         |
| 4     | Татьяна Скачко       | СССР         | 6,60 м    |            |
| 5     | Кристина Зуссик      | ФРГ          | 6,60 м    |            |
| 6     | Лена Хумлебек-Демзиц | Дания        | 6,40 м    | PB         |
| 7     | Эдин ван Хезик       | Нидерланды   | 6,36 м    |            |
| 8     | Дорте Расмуссен      | Дания        | 6,30 м    |            |
| 9     | Гана Тасова          | Чехословакия | 6,13 м    |            |
| 10    | Лена Валлин          | Швеция       | 5,92 м    |            |